# Kalyvia Thorikou

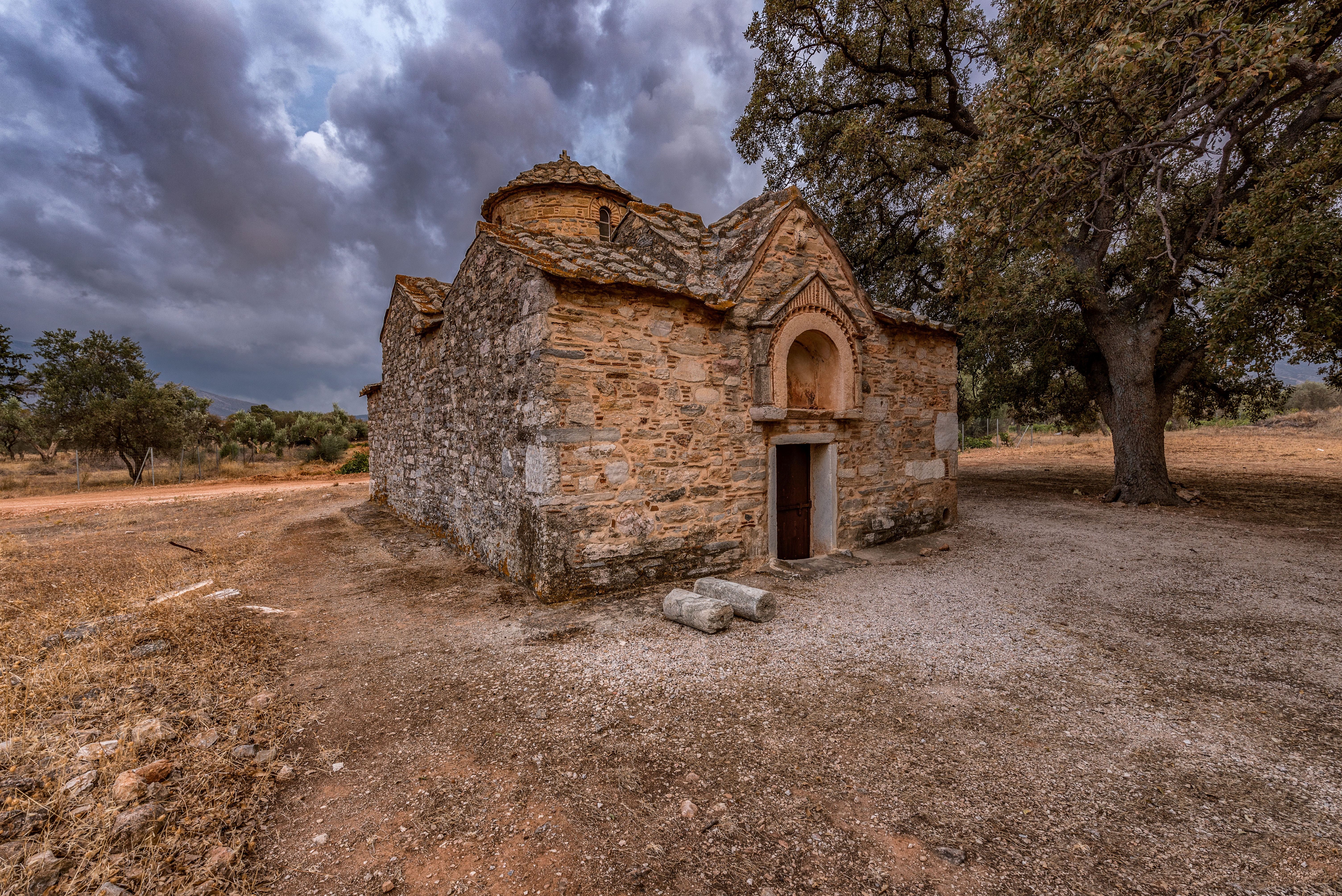

Kalyvia Thorikou este un oraș în Grecia, prefectura Atica, situat la cca 35 km sud de Atena. Municipalitatea are 12,2 mii locuitori (2001) și include stațiunea Lagonisi, una din cele mai luxoase stațiuni maritime din Grecia.